# Mirebeau-sur-Bèze
Mirebeau-sur-Bèze – miejscowość i gmina we Francji, w regionie Burgundia-Franche-Comté, w departamencie Côte-d’Or.
Według danych na rok 1990 gminę zamieszkiwały 1464 osoby, a gęstość zaludnienia wynosiła 66 osób/km² (wśród 2044 gmin Burgundii Mirebeau-sur-Bèze plasuje się na 150. miejscu pod względem liczby ludności, natomiast pod względem powierzchni na miejscu 370.).